# Mississauga-Centre (circonscription provinciale)
Circonscription électorale provinciale du Canada
Mississauga-Centre ((en) Mississauga Centre) est une circonscription provinciale de l'Ontario représentée à l'Assemblée législative de l'Ontario depuis 2018. 
Une circonscription nommée Mississauga-Centre a également été représentée de 1999 à 2003.

## Géographie
La circonscription de Mississauga-Centre comprend:
- Une partie centrale de la ville de Mississauga

Les circonscriptions limitrophes sont Mississauga-Est—Cooksville, Mississauga—Malton, Mississauga—Streetsville, Mississauga—Erin Mills et Mississauga—Lakeshore.

## Historique
| Législature | Années        | Député | Député            | Parti                     |
| --- | ------------- | ------ | ----------------- | ------------------------- |
| Mississauga-Centre |               |        |                   |                           |
| 37e | 1999-2003     |        | Rob Sampson       | Progressiste-conservateur |
| 38e | 2003-2007     |        | Harinder Takhar   | Libéral                   |
| Circonscription dissoute parmi Mississauga-Est—Cooksville, Mississauga-Sud, Mississauga—Brampton-Sud et Mississauga—Erindale      |               |        |                   |                           |
| Circonscription recréée de Mississauga-Est—Cooksville, Mississauga—Streetsville, Mississauga—Brampton-Sud et Mississauga—Erindale |               |        |                   |                           |
| 42e | 2018-2022     |        | Natalia Kusendova | Progressiste-conservateur |
| 43e | 2022–2025     |        | Natalia Kusendova | Progressiste-conservateur |
| 44e | 2025–en cours |        | Natalia Kusendova | Progressiste-conservateur |

## Circonscription provinciale
Depuis les élections provinciales ontariennes du 4 octobre 2007, l'ensemble des circonscriptions provinciales et des circonscriptions fédérales sont identiques.